# 全国小学生タグラグビー大会
全国小学生タグラグビー大会（ぜんこくしょうがくせいタグラグビーたいかい）は、日本ラグビーフットボール協会主催の小学生（4～6年生）によるタグラグビー大会である。SMBCグループが特別協賛となり「SMBCカップ」と冠名がつく。秋から各都道府県や地域ブロックで予選大会が行われ、2月下旬ごろ全国大会が開催され30チームが対戦する。2020年度までの大会名は「全国小学生タグラグビー選手権大会」。

## 概要
後述「大会方式」も参照。

### 開催概要
第22回（2025年度）大会 開催概要から（2025年8月14現在）
- 目的：全国各地の小学生が、ラグビーからコンタクトを除いたタグラグビーをプレーすることにより、ラグビースピリットを通じ、仲間と助け合うことを体験し、自ら考えて道を切り開くことを身につけ、スポーツの意義を実感することを目的とする。
- 競技規則：日本ラグビーフットボール協会タグラグビー競技規則[2]に準ずる。
- 出場資格：小学校4～6年生（1チーム原則7～10人）
- 大会事務局：全国小学生タグラグビー大会事務局（東京都港区新橋）
- 【都道府県大会（地方予選1）】2025年9月～12月のなかの1日を、各主管団体で決定。
- 【ブロック大会（地方予選2）】2026年1月～2月のなかの1日を、各主管団体で決定。
- 【全国大会】2026年2月22日(日)・23日(月祝)。熊谷スポーツ文化公園ラグビー場 (Aグラウンド)で開催。

#### 全国大会
- 主催：日本ラグビーフットボール協会
- 主管：関東ラグビーフットボール協会、埼玉県ラグビーフットボール協会
- 後援：スポーツ庁、熊谷市、熊谷市教育委員会、朝日新聞社
- 特別協賛：SMBCグループ
- 協賛：WRS JAPAN[3]、シミズオクト

## 歴史
後述「大会方式の変遷」も参照。
2004年度、創設。第1回から第17回（2020年度）までサントリーが特別協賛となり、「サントリーカップ 全国小学生タグラグビー選手権大会」として開催した。
第16回（2019年度）、決勝大会の1日目は実施したが、2日目（2020年2月16日）の準々決勝以降は悪天候（東京地方は低気圧の通過による強い雨と風）で全試合中止となった。。
第17回（2020年度）と第18回（2021年度）は、新型コロナウイルス感染症の世界的流行のため中止になった。
第18回（2021年度）は、サントリーやSMBCグループが協賛となったが特別協賛はなく、冠名がないまま「全国小学生タグラグビー大会」に改称した。
第19回（2022年度）から、SMBCグループが特別協賛になり「SMBCカップ 全国小学生タグラグビー大会」として開催している。

## 配信・放送
- 第21回（2024年度）大会は、日本ラグビーフットボール協会のYouTube公式チャンネル「JAPAN RUGBY TV」でライブ配信を行う[11]。

## 大会方式
（2025年度現在）
- 競技規則：「日本ラグビーフットボール協会タグラグビー競技規則」[2]に準ずる。
- 出場資格：小学生4～6年生、1チームは7～10人。
- 2024年9月から2025年2月まで、各都道府県単位などで予選大会を実施し、ブロック代表チームが決定され、2025年2月23日・24日に全国大会（決勝大会）が熊谷ラグビー場で開催される。
- 12のブロックは、北海道、東北、北関東（栃木・群馬・新潟）、中関東（茨城・埼玉・千葉）、東京、南関東（神奈川・山梨・長野）、北陸（石川・富山・福井）、東海（静岡・愛知・三重・岐阜）、近畿、中国、四国、九州・沖縄。
- 予選大会（都道府県大会・ブロック大会）：会場は各主管団体で決定（体育館など屋内施設も可）。
- 【2024年度の場合】ブロック大会代表24チームと、三地域協会が推薦する各2チームずつの計6チーム、合計30チームが出場。
- 【2024年度の場合】出場チームを5チームずつの6グループに分け、総当たり戦（各チーム4試合）を行う。また、グループを超えての対戦（交流戦）を各チーム1試合ずつ行う。

## 賞
2022年度から、全国大会で授与する賞が以下のように改められた。
- SMBC賞：「仲間と協力して最も多くのトライを獲得したチーム」として、1チームに与えられる[12][13]。事実上の大会優勝。
- 石塚賞：「フレンドシップを発揮し見ている人達に勇気を与えてくれたチーム」として、各グループで1チームずつ（計6チーム）に与えられる[12][13]。石塚賞は「タックルマン」の愛称で活躍しラグビー普及育成活動に尽力した石塚武生にちなんでいる[12]。事実上のグループ内優勝。

それより前は、チームの強さごとに3～4のディビジョン分けをし、それぞれで優勝チームを決めていた。

## 大会方式の変遷

### 第1回（2004年度）
- 12のブロック代表12チームがプール戦で順位をつけ、3つのディビジョン（カップ、プレート、ボウル）に分かれ、トーナメント戦を行う[14][15]。この方式は第2回（2005年度）まで[16]。

### 第3回（2006年度）
- 12のブロック代表16チームがプール戦で順位をつけ、4つのディビジョン（カップ、プレート、ボウル、シールド）に分かれ、トーナメント戦を行う[17]。4つのディビジョン分けは第7回（2010年度）まで[18]。

### 第7回（2010年度）
- 2011年3月17日・18日に行われた全国大会ではこの回のみのフレンドシップ枠が設けられ、3月11日に発生した東日本大震災で被災地となった宮城県・岩手県・福島県の各県から1チームずつ招待し、それぞれ5チームと対戦するエキシビションマッチを同時開催した[19][20]。

### 第8回（2011年度）
- 12ブロックの代表24チームがプール戦で順位をつけ、2つのディビジョン（「カップとプレート」、「ボウルとシールド」）に分かれ、トーナメント戦を行う。カップの1回戦で敗れた4チームは、プレートのトーナメントに進む。ボウルの1回戦で敗れた4チームは、シールドのトーナメントに進む[21]。この方式は次の第9回（2012年度）まで[21]。
- この回のみチャレンジ枠が設けられ、関東、関西、九州から別途 選ばれた3チーム（仙台市立愛子小学校「青葉西タイタンズ」、岡山市立高島小学校「グリーンボンバーズ」、佐賀市立日新小学校「日新オールスターズ」）が、それぞれ5チームと戦うチャレンジマッチが行われた[22]。

### 第10回（2013年度）
- 12ブロックの代表24チームがプール戦で順位をつけ、3つのディビジョン（「カップとプレート」、ボウル、シールド）に分かれ、トーナメント戦を行う。カップの1回戦で敗れた4チームは、プレートのトーナメントに進む[21]。この方式は第16回（2019年度）まで。

### 第16回（2019年度）
- 1日目は実施したが[23]、2日目（2020年2月16日）の準々決勝以降は悪天候（東京地方は低気圧の通過による強い雨と風[6]）で全試合中止となった[7]。

### 第17回（2020年度）
- 新型コロナウイルス感染症の世界的流行のため中止[8]。

### 第18回（2021年度）
- 前回と同じく中止[9]。大会名は「全国小学生タグラグビー選手権大会」から「全国小学生タグラグビー大会」へ変更となる[9]。

### 第19回（2022年度）
- 12ブロックの代表した24チームと3支部協会推薦6チームの計30チーム[12]が、6つのグループに分かれたプール戦のほか、グループを超えて実力が均衡するチーム同士で交流戦を行う[12]。「仲間と協力して最も多くのトライを獲得したチーム」にSMBC賞が、各グループに1チームずつ「フレンドシップを発揮し見ている人達に勇気を与えてくれたチーム」に石塚賞が与えられる[12][13]。石塚賞は「タックルマン」の愛称で活躍しラグビー普及育成活動に尽力した石塚武生にちなんでいる[12]。
- 初めて熊谷ラグビー場で開催。

### 第20回（2023年度）
- 6グループ（5チームずつ）それぞれ総当たり戦で競うが、グループが異なるチームとの交流戦も実施する[24]。

### 第21回（2024年度）
- 前回大会と同様に実施[25]。

## 歴代優勝チーム
| 回 | 年度 | 開催地                   | カップ優勝                                             | プレート優勝                                                      | ボウル優勝                                                    | シールド優勝                                                                       | 記録                        |
| -- | ---- | ------------------------ | ------------------------------------------------------ | ----------------------------------------------------------------- | ------------------------------------------------------------- | ---------------------------------------------------------------------------------- | --------------------------- |
| 1  | 2004 | 秩父宮                   | 横浜市立汐入小学校「汐入小ホワイトベアーズ」           | 江津市立江津東小学校                                              | 東京都23区内A代表「チーム葛飾」                               | -                                                                                  | [ 26 ] [ 27 ]               |
| 2  | 2005 | 秩父宮                   | 横浜市立汐入小学校「汐入小ホワイトベアーズ」           | (茨城)鯉淵・緑岡・石崎小学校「レッドアンドブラックス」            | 山口市立良城小学校「良城小ホワイトダイヤモンズ」              | -                                                                                  | [ 28 ] [ 29 ]               |
| 3  | 2006 | 秩父宮                   | 横浜市立小学校連合「横浜釜利谷スパークエイト」         | 矢巾町立不動・煙山小学校「矢巾R・F・C」                           | 佐世保市立春日小学校「スマイリーズ」                          | 佐世保市立黒髪小学校「黒髪ラガーズ」                                               | [ 30 ] [ 31 ]               |
| 4  | 2007 | 秩父宮                   | 篠栗町立北勢門小学校「RED TAGU HUNTERS」               | 座間市立小学校連合「ざまモンキーズ」                              | 紫波町立赤石小学校「赤石レッドカルロス」                      | 近江八幡市ラグビースクール                                                         | [ 32 ] [ 33 ]               |
| 5  | 2008 | 秩父宮                   | 篠栗町立北勢門小学校「RED TAGU HUNTERS」               | 磐田市立東部小学校                                                | 京都市立春日野小学校「春日野小ＡＴハンズボンズ」              | 佐野市立小学校連合「佐野少年ラグビークラブ」                                       | [ 34 ] [ 35 ]               |
| 6  | 2009 | 秩父宮                   | 横浜市立汐入小学校「リトルベアーズ」                   | 磐田市立東部小学校                                                | 臼杵市立市浜小学校「市浜デンジャラス」                        | 奈良県北大和小学校連合「TRC前裁レインボーズ」                                      | [ 36 ] [ 37 ]               |
| 7  | 2010 | 秩父宮                   | 山口市立良城小学校「良城小ホワイトダイヤモンズ」       | 京都市立春日野小学校「春日野小ＡＴハンズボンズ」                  | 久留米市立柴刈小学校「柴刈BLACKファルコン」                   | 魚津市立吉島・道下小学校「吉島ＳＰ１０」                                           | [ 38 ] [ 39 ]               |
| 8  | 2011 | 秩父宮 国立              | 山口市立良城小学校「良城小ホワイトダイヤモンズ」       | 臼杵市立市浜小学校「市浜デンジャラス」                            | 恩納村立仲泊小学校「仲泊TRC」                                 | 関市立桜ヶ丘小学校「桜6SSS」                                                       | [ 41 ] [ 42 ]               |
| 9  | 2012 | 秩父宮 国立              | 茅ヶ崎市立香川小学校「茅ヶ崎ブルーフェニックス」       | 山口市立良城小学校「良城小ホワイトダイヤモンズ」                  | 水戸市梅ヶ丘小学校「梅ヶ丘ブルーウェイブス」                  | 鹿児島市立清水小学校「清水HANJIRO」 宇都宮市立新田小学校連合「新田ウォーリアーズ」 | [ 44 ] [ 45 ]               |
| 10 | 2013 | 秩父宮 国立              | 横浜川崎小学校連合「横浜スーパースターズ」             | 水戸市梅ヶ丘小学校「梅ヶ丘ブルーウェイブス」                      | 臼杵市立市浜小学校「市浜デンジャラス」                        | 大東ユニティーズ                                                                   | [ 46 ] [ 47 ]               |
| 11 | 2014 | 秩父宮                   | 八王子市立七国小学校「七国スピリッツ」                 | 府中市立小柳小学校「小柳ライトニングス」                          | 関市立桜ヶ丘小学校「桜6S」                                    | 富良野市立富良野小学校「富良野へそタグズ」                                         | [ 48 ] [ 49 ]               |
| 12 | 2015 | 味の素スタジアム         | 八王子市立七国小学校「七国スピリッツ」                 | 久留米市立柴刈小学校「柴刈BLACKファルコン」                       | 星峯スポーツ童光会「星峯レインボーダイヤモンズ」              | 京都市立梅津北小学校「梅STARS」                                                    | [ 50 ] [ 51 ]               |
| 13 | 2016 | アミノバイタルフィールド | 八王子市立第六小学校「いずみの森ユナイテッドベアーズ」 | 仙台市立錦ケ丘小学校「青葉西タイタンズ」 横浜市立日野小学校「暁」 | 草津市立山田小学校「山田レッドタグスピリッツ」                | 始良市立重富小学校「重富ビクトリー」                                               | [ 52 ] [ 53 ] [ 54 ] [ 55 ] |
| 14 | 2017 | アミノバイタルフィールド | 八王子市立七国小学校「七国スピリッツ」                 | 安達タグラグビー                                                  | 関市立桜ヶ丘小学校「桜6スター10」 磐田タグラグビークラブEARTH | 岡山市立桃丘小学校「桃丘ジェッツタグラグビークラブ」                               | [ 56 ] [ 57 ] [ 58 ]        |
| 15 | 2018 | アミノバイタルフィールド | 八王子市立七国小学校「七国スピリッツ」                 | 横浜日野タグラグビークラブ「暁」                                  | 草津市立山田小学校「山田レッドタグスピリッツ」                | 浦安ラグビースクール「浦安ウイングス」                                             | [ 59 ] [ 60 ] [ 61 ]        |
| 16 | 2019 | アミノバイタルフィールド | 1日目のみ実施、2日目は悪天候で中止                     | 1日目のみ実施、2日目は悪天候で中止                                | 1日目のみ実施、2日目は悪天候で中止                            | 1日目のみ実施、2日目は悪天候で中止                                                 | [ 62 ] [ 63 ] [ 23 ]        |
| 17 | 2020 | 開催せず                 | 開催せず                                               | 開催せず                                                          | 開催せず                                                      | 開催せず                                                                           | [ 8 ]                       |
| 18 | 2021 | 開催せず                 | 開催せず                                               | 開催せず                                                          | 開催せず                                                      | 開催せず                                                                           | [ 9 ]                       |

| 回 | 年度     | 開催地         | SMBC賞                    | 石塚賞                                   | 石塚賞                                  | 石塚賞                                         | 記録                 |
| -- | -------- | -------------- | ------------------------- | ---------------------------------------- | --------------------------------------- | ---------------------------------------------- | -------------------- |
| 19 | 2022年度 | 熊谷ラグビー場 | 安逹タグラグビー（東北1） | 福井ジュニアラグビースクール             | 横浜日野タグラグビークラブ「暁」        | 日向市立財光寺小学校「財光寺ブラックス」       | [ 64 ] [ 65 ]        |
| 19 | 2022年度 | 熊谷ラグビー場 | 安逹タグラグビー（東北1） | 読谷村立渡慶次小学校「渡慶次Wild Waves」 | 始良市立重富小学校「重富ゼット」        | 高島グリーンボンバーズ                         | [ 64 ] [ 65 ]        |
| 20 | 2023年度 | 熊谷ラグビー場 | 鶴見鳳凰（南関東1）       | 山形ラグビークラブナイツ                 | 曽於市立笠木小学校「笠木ドラゴンズ」    | 小松ラグビースクール「小松イエローハッピーズ」 | [ 66 ] [ 67 ] [ 68 ] |
| 20 | 2023年度 | 熊谷ラグビー場 | 鶴見鳳凰（南関東1）       | 日進レッドブラックス                     | 鶴見鳳凰                                | 京都市立伏見板橋小学校                         | [ 66 ] [ 67 ] [ 68 ] |
| 21 | 2024年度 | 熊谷ラグビー場 | 七国スピリッツ（東京1）   | 美馬グランツ                             | 福岡PHOENIX Jr                          | のみこまレッドウィングス                       | [ 69 ]               |
| 21 | 2024年度 | 熊谷ラグビー場 | 七国スピリッツ（東京1）   | 山田レッドタグウイングス                 | 横浜 豊岡土曜タグ「豊岡オールスターズ」 | 日進レッドブラックス                           | [ 69 ]               |
| 22 | 2025年度 |                |                           |                                          |                                         |                                                |                      |
| 22 | 2025年度 |                |                           |                                          |                                         |                                                |                      |